# Launch Complex 21
| Launch Complex 21                  | Launch Complex 21            |
| ---------------------------------- | ---------------------------- |
| Mace kurz nach dem Start von LC-21 |                              |
| Koordinaten                        | 28° 27′ 42″ N, 80° 32′ 30″ W |
| Typ                                | ?                            |
| Betreiber                          | U.S. Space Force             |
| Baubeginn                          | 1956                         |
| Launch Pads                        | 2                            |
| Raketen                            | Goose Mace                   |
| Erster Start                       | 24. Juli 1958                |
| Letzter Start                      | 17. Juli 1963                |
| Starts insgesamt                   | 38                           |
| Status                             | außer Betrieb                |
| CCAFS                              |                              |

Der Launch Complex 21 (LC-21) ist ein stillgelegter Raketenstartplatz mit zwei Startrampen, die in Hallen untergebracht sind, und gehört zur Cape Canaveral Space Force Station (ehemals CCAFS). Er befindet sich auf Cape Canaveral in Florida, USA.

## Geschichte
Dieser ungewöhnliche Komplex wurde gemeinsam mit dem LC-22 im Jahr 1956 gebaut. Beide Startrampen waren für die geflügelte Goose-Rakete der Air Force geplant. Zwei Jahre später, am 24. Juli 1958 startete die erste Goose-Rakete von hier. Es folgten bis Dezember 1958 drei weitere Flüge.
Danach baute man die Hallen um, sodass die neuen Mace-Raketen starten konnten. Bis zum 17. Juli 1963 fanden von hier 37 Mace-Starts statt. In der gesamten Geschichte der Startrampe gab es nur einen Fehlschlag. Am 12. Januar 1962 starteten sogar zwei Raketen von diesem Komplex.

## Der Komplex
Der Komplex besteht aus zwei Starthallen. In beiden gibt es Schienen, die vom Boden bis zu den mehreren Meter hoch gelegenen Öffnungen führen, durch die die Raketen starteten. Dabei standen sie beim Start nicht senkrecht, sondern in einem Winkel von ungefähr 20° (wie ein startendes Flugzeug). Die Raketen setzte man am unteren Ende der Schienen ab, sodass sie mit Anlauf, den sie auf den Schienen bekamen, durch die Öffnung starteten.
Während die Rakete zündete und sich somit noch in der Halle befand, leitete man die Verbrennungsgase durch ein riesiges Abgasrohr nach draußen, das sich am unteren Ende der Schienen befand.

## Startliste
| Datum              | Typ   | Mission      | Anmerkungen                       |
| ------------------ | ----- | ------------ | --------------------------------- |
| 24. Juli 1958      | Goose | Test-Mission | Erfolg                            |
| 12. September 1958 | Goose | Test-Mission | Erfolg                            |
| 25. September 1958 | Goose | Test-Mission | Erfolg                            |
| 5. Dezember 1958   | Goose | Test-Mission | Erfolg, letzter Start einer Goose |
| 11. Juli 1960      | Mace  | Test-Mission | Erfolg                            |
| 21. September 1960 | Mace  | Test-Mission | Erfolg                            |
| 7. Oktober 1960    | Mace  | Test-Mission | Erfolg                            |
| 21. Oktober 1960   | Mace  | Test-Mission | Erfolg                            |
| 15. November 1960  | Mace  | Test-Mission | Erfolg                            |
| 16. Dezember 1960  | Mace  | Test-Mission | Erfolg                            |
| 7. März 1961       | Mace  | Test-Mission | Erfolg                            |
| 16. März 1961      | Mace  | Test-Mission | Erfolg                            |
| 28. März 1961      | Mace  | Test-Mission | Fehlstart                         |
| 28. April 1961     | Mace  | Test-Mission | Erfolg                            |
| 2. Juni 1961       | Mace  | Test-Mission | Erfolg                            |
| 16. Juni 1961      | Mace  | Test-Mission | Erfolg                            |
| 21. Juni 1961      | Mace  | Test-Mission | Erfolg                            |
| 18. Juli 1961      | Mace  | Test-Mission | Erfolg                            |
| 4. August 1961     | Mace  | Test-Mission | Erfolg                            |
| 1. September 1961  | Mace  | Test-Mission | Erfolg                            |
| 22. September 1961 | Mace  | Test-Mission | Erfolg                            |
| 14. November 1961  | Mace  | Test-Mission | Erfolg                            |
| 5. Dezember 1961   | Mace  | Test-Mission | Erfolg                            |
| 12. Januar 1962    | Mace  | Test-Mission | Erfolg                            |
| 12. Januar 1962    | Mace  | Test-Mission | Erfolg                            |
| 24. Januar 1962    | Mace  | Test-Mission | Erfolg                            |
| 26. Januar 1962    | Mace  | Test-Mission | Erfolg                            |
| 1. Februar 1962    | Mace  | Test-Mission | Erfolg                            |
| 8. Februar 1962    | Mace  | Test-Mission | Erfolg                            |
| 15. Februar 1962   | Mace  | Test-Mission | Erfolg                            |
| 21. Februar 1962   | Mace  | Test-Mission | Erfolg                            |
| 1. März 1962       | Mace  | Test-Mission | Erfolg                            |
| 2. März 1962       | Mace  | Test-Mission | Erfolg                            |
| 31. Oktober 1962   | Mace  | Test-Mission | Erfolg                            |
| 8. November 1962   | Mace  | Test-Mission | Erfolg                            |
| 4. Dezember 1962   | Mace  | Test-Mission | Erfolg                            |
| 11. Dezember 1962  | Mace  | Test-Mission | Erfolg                            |
| 5. Juni 1963       | Mace  | Test-Mission | Erfolg                            |
| 12. Juni 1963      | Mace  | Test-Mission | Erfolg                            |
| 28. Juni 1963      | Mace  | Test-Mission | Erfolg                            |
| 17. Juli 1963      | Mace  | Test-Mission | Erfolg                            |